# Abraxas subflava
Abraxas subflava är en fjärilsart som beskrevs av Eugen Wehrli 1935. Abraxas subflava ingår i släktet Abraxas och familjen mätare. Inga underarter finns listade i Catalogue of Life.